# Alia El Zenouki
Alia El Zenouki (en arabe : علياء الزنوكي), née le 15 juillet 1997 au Caire, est une footballeuse internationale égyptienne évoluant au poste d'ailière.

## Biographie
Elle est étudiante en administration des affaires à l'université américaine du Caire, évoluant dans leur équipe de futsal féminine.

### Carrière en club
Alia El Zenouki joue toute sa carrière au Wadi Degla Sporting Club.

### Carrière en sélection
Alia El Zenouki évolue en équipe d'Égypte. Elle dispute notamment les éliminatoires de la Coupe d'Afrique des nations 2016, marquant un quadruplé au premier tour contre la Libye en match aller, ainsi qu'un but au match retour, et un but en amical en septembre 2016 contre le Zimbabwe. 
Elle fait partie du groupe égyptien participant à la Coupe d'Afrique des nations 2016 au Cameroun, étant titulaire lors des trois matchs de groupe contre le Cameroun, le Zimbabwe et l'Afrique du Sud.